# Nemzetközi Bibliakutatók Szövetsége
A Nemzetközi Bibliakutatók Szövetsége (angolul: International Bible Students Association, rövidítve IBSA) egy Jehova Tanúi által használt szervezet; C. T. Russell által alapított társaság, amely az Egyesült Államokon kívüli „Bibliakutatók” nevű hívők ügyeivel foglalkozik. Russell pásztor korától napjainkig folyamatosan létezik. Russell idejében az IBSA a Bibliakutató gyülekezetek szövetkezete volt világszerte, amelyeket egyesítették a közös hiedelmek.

## Kezdetek
1914-ben Charles Taze Russell alapította, Londonban. Európában ez volt az első hivatalos szervezet, amely Russell-pásztor felekezetét képviselte. Ekkorra már Amerikában működött a People's Pulpit Association és a Watch Tower Bible & Tract Society.
A mai napig ezen a néven működik szerte Nagy-Britanniában. A központi irodája az IBSA House.